# Veliká Ves (okres Chomutov)
Veliká Ves (německy Michelsdorf) je obec, která se nachází v okrese Chomutov v Ústeckém kraji. Žije v ní 321 obyvatel. Sídlo obecního úřadu se nachází v místní části Podlesice.

## Název
Německá varianta názvu Michelsdorf je pravděpodobně překladem českého jména, protože slovo michel znamená ve střední horní němčině velký. V historických pramenech se jméno vesnice vyskytuje ve tvarech: Magna villa (1369), v Velikévsi (1490), s vesnicemi Welikau Wsy… (1529), Welkau Wes (1542), Michldorf a Welkau wes (1551), Welikewsy a Michelsdorf (1598), Welkau ves jinak Michlsdorf (1615), Michelsdorf (1787) nebo Michelsdorf (1846).

## Historie

### Pravěk
Krajina v okolí vesnice byla osídlena už v pravěku. Většina archeologických nálezů se koncentruje do prostoru pískovny západně od vesnice, ale řada jich pochází i z dalších míst katastrálního území.
V pískovně byl mimo jiné roku 1974 nalezen dvojhrob kultury se šňůrovou keramikou. Na jihozápadním okraji pískovny se nacházelo polykulturní sídliště osídlené v období knovízské, štítarské a laténské kultury. Prozkoumána zde byla jedna laténská polozemnice zapuštěná 80–110 centimetrů do sprašového podloží, knovízské a štítarské zásobní jámy nebo několik pecí a ohnišť.

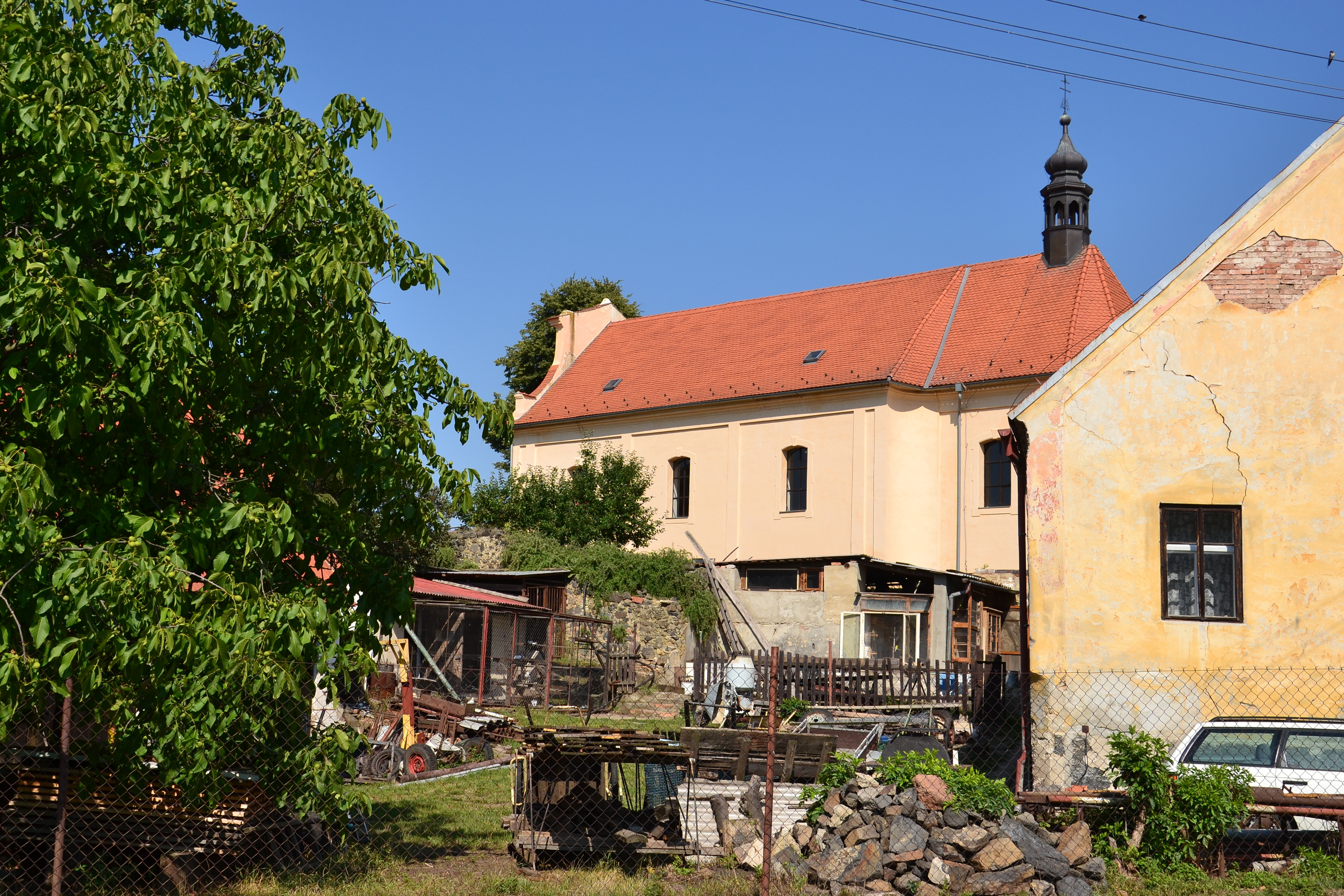
Kostel svatého Jakuba

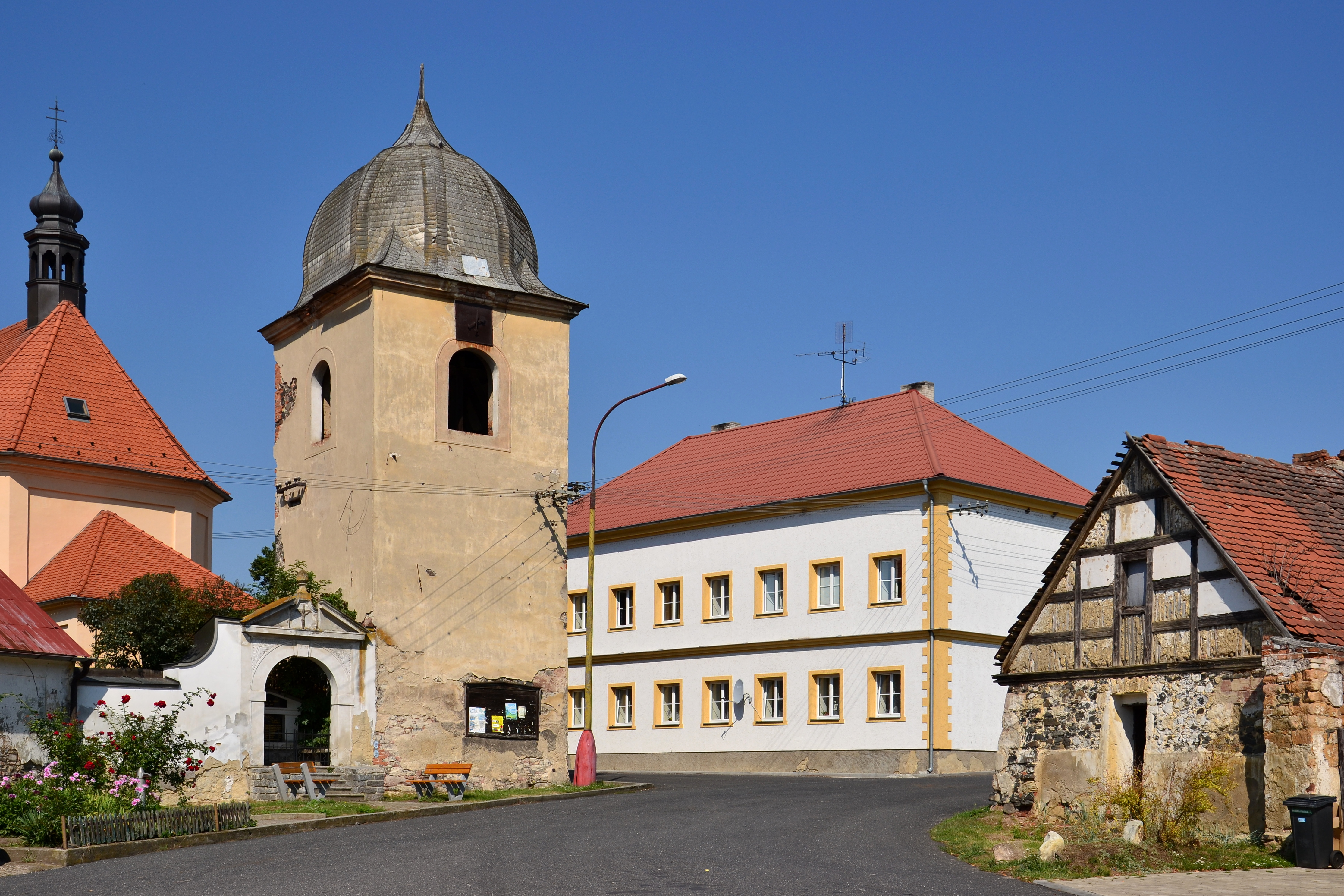
Zvonice

Při systematickém průzkumu Pětipeské pánve v letech 1981–1982 byly nalezeny keramické střepy datované do období kultury řivnáčské, mohylových kultur, kultury knovízské, štítarské, dále z doby halštatské, laténské, římské a hradištní. Výjimečným nálezem z roku 1980 je pohřeb muže považovaného za bojovníka na hřbetu jihozápadně od vesnice. Hrob je přibližně datován do baalberského období kultury s nálevkovitými poháry. Muž měl lebku deformovanou patrně dlouhodobým nošením kožené přilby s kovovou obroučkou a jedním z milodarů byla amfora s oble hrotitým dnem a tělem obepnutým prstencem s mnoha provrtanými otvory. Tvar amfory je typický pro nádoby michelsberské kultury a je prvním nálezem tohoto typu v Čechách. Je pokládán za doklad kontaktů lokálního obyvatelstva se západními kulturními okruhy.

### Středověk a novověk
První písemná zmínka o Veliké Vsi pochází z roku 1369, kdy vesnice patřila Škopkům z Dubé, kteří v ní měli tvrz. Roku 1402 získala vesnici nebo její část svatovítská kapitula. Příjmy z vesnice využíval sakristián Portulán, který je za poplatek šestnáct kop grošů ročně pronajal na šest let Mikulášovi ze Slupna. Roku 1414 se majitelem Veliké Vsi stal Mikuláš Chudý z Újezda, který ji připojil k hasištejnskému panství, jehož součástí zůstala nejméně do roku 1529. V roce 1561 vesnici získali Šlikové, ale už následujícího roku se vrátila Lobkovicům. Jan Valdemar z Lobkovic poté Velikou Ves připojil k panství Mašťov.
Podle berní ruly z roku 1654 Veliká Ves patřila klášteru augustinánů na Karlově, byť podle Rudolfa Anděla ji řeholníci získali až roku 1660 nebo podle podbořanské německojazyčné vlastivědné literatury až roku 1662. Ve vsi v té době žilo pět sedláků, dvanáct chalupníků, jeden zahradník a pět poddaných bez pozemků, z nichž jeden provozoval krčmu. Sedláci měli dohromady šestnáct potahů, devět krav, čtrnáct jalovic, 25 obcí a 34 prasat. Chalupníkům patřilo patnáct potahů, osmnáct krav, patnáct jalovic, 34 obcí, 44 prasat a pět koz. Zahradník choval pouze jednu krávu a dvě prasat, ale bezzemci měli celkem pět krav, dvě jalovice, tři ovce, sedm prasat a tři kozy. Na polích, která měřila 467 strychů, se pěstovala pšenice a žito. Domy ve vsi byly po válce stále ještě ve špatném stavu, a dvě selské a dvě chalupnické usedlosti byly dokonce pusté. Z celkové rozlohy zdejší půdy patřilo 83 strychů k Chrašťanům a užívala je tamní vrchnost.
Augustiniáni si ve vesnici nechali postavit malý zámek, jehož výstavba skončila roku 1762. Měl sloužit jako letní rezidence, ale stavitelé nedovedli původní plány až do konce. Když byl roku 1785 klášter zrušen, připadl jeho majetek náboženskému fondu. O tři roky později Velikou Ves koupil Ignác Schreiter, jehož vnuk prodal panství roku 1890 Richardu Procházkovi.

### Devatenácté století
Veliká Ves je centrem okrajové hnědouhelné pánve přibližně vymezené sousedními vesnicemi. Hlavní uhelná sloj je uložena v hloubce asi padesáti metrů a její mocnost dosahuje maximálně 5,5 metru. Těžba uhlí v malých dolech se zde rozvinula již v první polovině devatenáctého století. Uspokojovala především spotřebu okolních vesnic a průmyslových podniků, protože chyběla dostatečná dopravní infrastruktura, která by umožnila přepravu uhlí ke vzdálenějším odběratelům. Po vybudování železniční trati Kadaň–Vilémov navíc nemohlo zdejší nekvalitní uhlí s vysokým obsahem popela konkurovat výhřevnějšímu uhlí z Mostecka, a většina dolů zanikla.
Mezi Velikou Vsí a Novými Třebčicemi se od šedesátých let devatenáctého století nacházel důl Barbora knížete Salma. Zpočátku se v něm těžilo až 20 00 tun uhlí ročně, ale v důsledku hospodářské krize byl důl uzavřen a v roce 1880 prodán městské spořitelně v Litoměřicích, která zde provoz obnovila až do roku 1885. Důl definitivně zanikl roku 1926 poté, co se stal majetkem státu. Celková produkce dolu se odhaduje na 150 000 tun uhlí. Od poloviny 19. století do počátku dvacátého století jižně od vesnice fungoval důl Michal podnikatele L. Stamma. Pracovalo v něm pět až osm horníků a celková produkce uhlí se odhaduje na 60 000 až 80 000 tun. Od roku 1811 provozoval rytíř Adolf Schreiter ze Schwarzenfeldu vrchnostenský důl Ignác, ve kterém bylo do roku 1880 vytěženo padesát tisíc tun uhlí. Čtvrtým významnějším dolem býval Ambrož F. Friedmanna, který od šedesátých let devatenáctého století do roku 1904 vyprodukoval dvacet tisíc tun uhlí. Uhlí v něm těžilo čtyři až pět horníků.
Škola ve vsi bývala pravděpodobně už na konci šestnáctého století. V roce 1877 byla rozšířena na dvojtřídní. Školní budova přestala dostačovat, a proto byla roku 1894 postavena nová. Místní učitel Franz Siegl se v době okolo poloviny devatenáctého století zasloužil o rozšíření ovocnářství v regionu.

### Novodobé dějiny
Na přelomu devatenáctého a dvacátého století došlo k úpadku dolování. Opět převládl zemědělský charakter vesnice a začalo ubývat obyvatel. Majitelem zdejšího velkostatku se zámkem se roku 1896 stal Jaroslav Kose z Prahy, který jej koupil za 194 tisíc zlatých. Posledním soukromým majitelem byl od roku 1920 Josef Zahn. Statek mu patřil až do konce druhé světové války, kdy jeho správu převzal Josef Solanský. Většina menších statků byla přidělena volyňským Čechům, kteří se roku 1952 spojili do jednotného zemědělského družstva Veliká Ves. Velkostatek byl o tři roky dříve začleněn do státního statku Krásný Dvůr. Družstvo mělo 22 členů a obhospodařovávalo 155 hektarů půdy, ale později bylo také zapojeno do státního statku, který ve Veliké Vsi vybudoval teletník, výrobnu tvarovaných krmiv, zámečnickou dílnu a další provozní budovy. Ředitelství statku sídlilo v zámecké budově, ale roku 1975 bylo sloučeno s ředitelství státního statku Radonice.

## Obyvatelstvo
Při sčítání lidu v roce 1921 zde žilo 274 obyvatel (z toho 126 mužů), kteří byli kromě tří Čechoslováků německé národnosti a všichni se hlásili k římskokatolické církvi. Podle sčítání lidu z roku 1930 měla vesnice 219 obyvatel: pět Čechoslováků a 214 Němců. S výjimkou jednoho evangelíka byli římskými katolíky.
|                                                                                    | 1869 | 1880 | 1890 | 1900 | 1910 | 1921 | 1930 | 1950 | 1961 | 1970 | 1980 | 1991 | 2001 | 2011 | 2021 |
| ---------------------------------------------------------------------------------- | ---- | ---- | ---- | ---- | ---- | ---- | ---- | ---- | ---- | ---- | ---- | ---- | ---- | ---- | ---- |
| Obyvatelé                                                                          | 258  | 316  | 277  | 300  | 260  | 274  | 219  | 107  | 96   | 96   | 77   | 57   | 38   | 49   | 56   |
| Domy                                                                               | 42   | 45   | 47   | 49   | 49   | 48   | 49   | 49   | 88   | 22   | 23   | 20   | 23   | 24   | 24   |
| Data z roku 1961 zahrnují i domy z místních částí Nové Třebčice a Široké Třebčice. |      |      |      |      |      |      |      |      |      |      |      |      |      |      |      |

## Obecní správa
Po zrušení poddanství se Veliká Ves roku 1850 stala samostatnou obcí. Až do roku 1960 patřila do okresu Podbořany, ale při reformě územní správy byla od roku 1961 začleněna do okresu Chomutov. Od stejného roku k Veliké Vsi patří části obce Nové Třebčice, Podlesice, Široké Třebčice a Vitčice.
Místní národní výbor do roku 1986 úřadoval v zámecké budově, ale poté se přestěhoval do bývalé školy v Podlesicích. Jeho prvním předsedou byl Josef Solanský.

## Pamětihodnosti

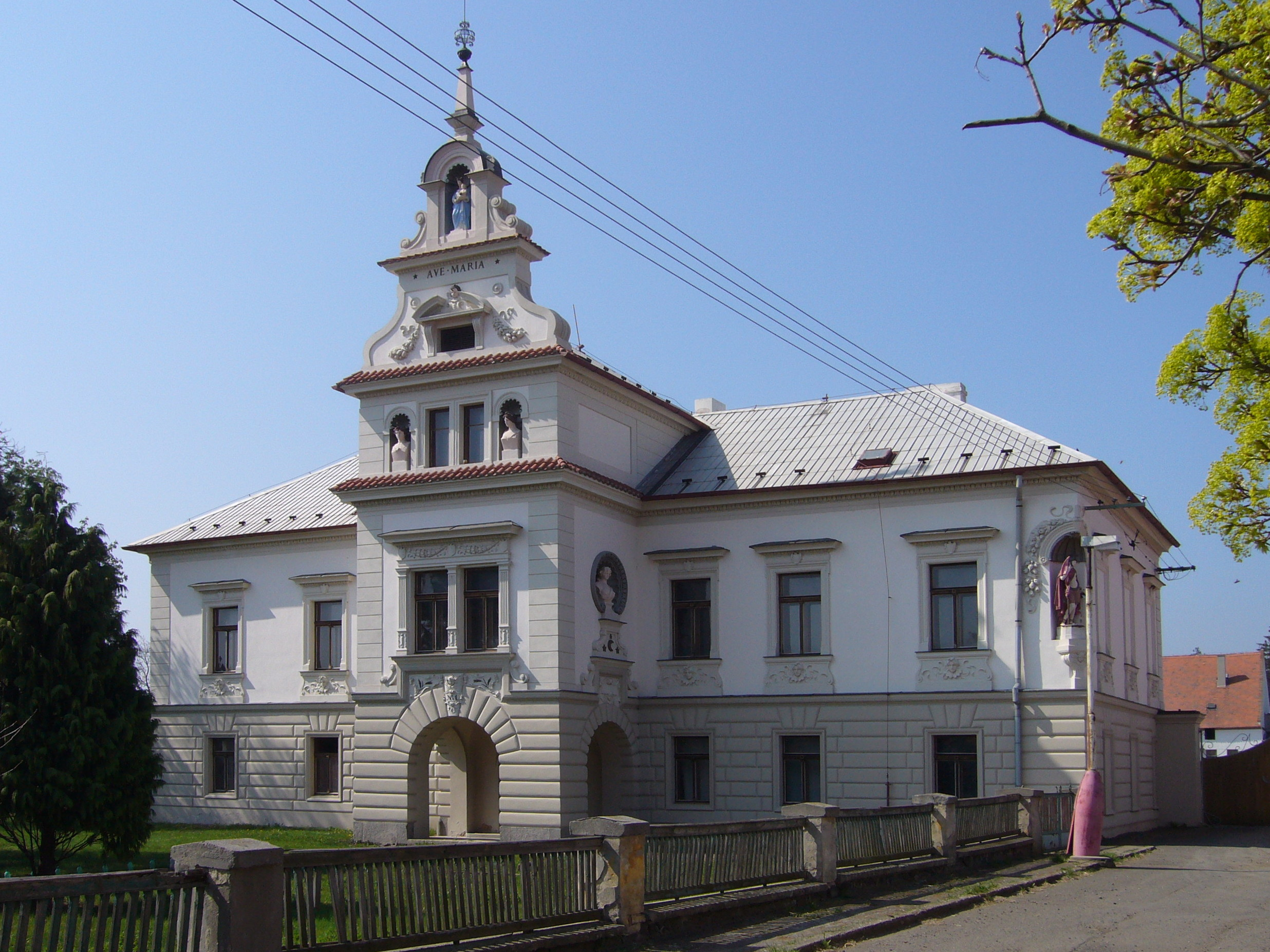
Zámek

- Zámek ve Veliké Vsi byl postaven v raně barokním slohu na místě starší gotické tvrze. Dochovaná novorenesanční podoba pochází z přestavby v letech 1890–1896.[10]
- Jednolodní kostel svatého Jakuba apoštola byl postaven v barokním slohu v roce 1739 na místě staršího kostela zničeného požárem. V jeho těsném sousedství stojí patrová věž zvonice se slunečními a mechanickými hodinami.[25][26]
- Sochy svatého Augustina a svatého Jana Nepomuckého po stranách vchodu do kostela[27]